# KV62

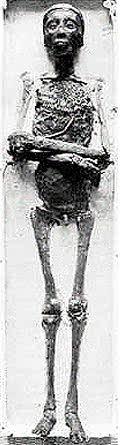
Xác ướp của Tutankhamun vào lúc được khai quật. (nhấp vào để phóng to)

Ngôi mộ KV62 ở Thung lũng các vua của Ai Cập là mộ của Tutankhamun, một ngôi mộ nổi tiếng do các báu vật trong đó. Ngôi mộ này được Howard Carter phát hiện năm 1922, dưới các túp lều của công nhân được dựng lên trong Thời kỳ Ramesside. Chính điều này đã khiến ngôi mộ này không bị cướp bóc vào thời đó.

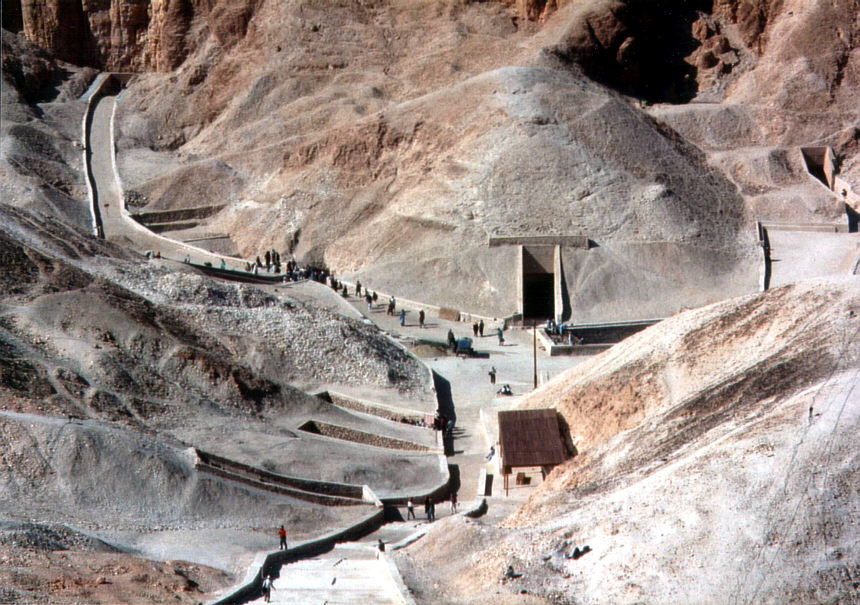
Khu vực bên ngoài của KV62

Ngôi mộ này được nhồi nhét với rất nhiều đồ vật trong tình trạng hỗn loạn, một phần là do kích thước nhỏ của nó, hai vụ cướp, và bản chất dường như vội vã để hoàn thành nó. Carter có chụp lại ảnh các vòng hoa - những thứ bị mủn ra khi đụng vào. Do tình trạng ngôi mộ và do kỹ thuật ghi chép tỷ mỷ của Carter, phải gần một thập kỷ mới lấy hết đồ trong đó ra. Những đồ vật thu từ ngôi mộ đã được chuyển đến Bảo tàng Ai Cập tại Cairo.

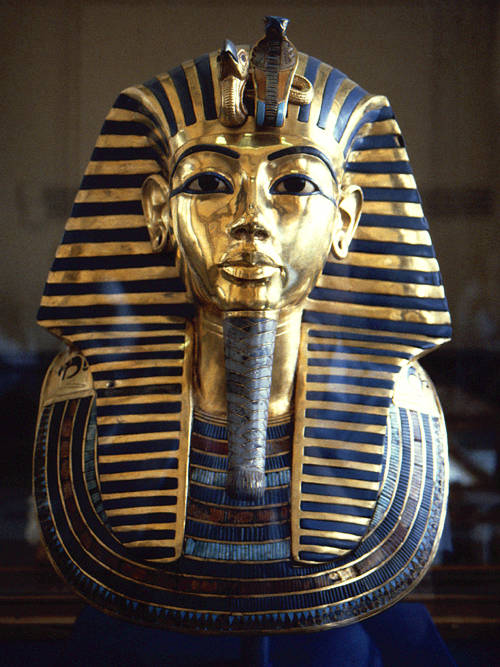
Mặt nạ xác ướp bằng vàng của Tutankhamun, được phát hiện tại KV62 vào năm 1925

Mộ của Tutankhamun đã bị đột nhập ít nhất là 2 lần, không lâu sau khi ông được an táng và rất lâu trước khi Howard Carter phát hiện ra.

## Khám phá lăng mộ

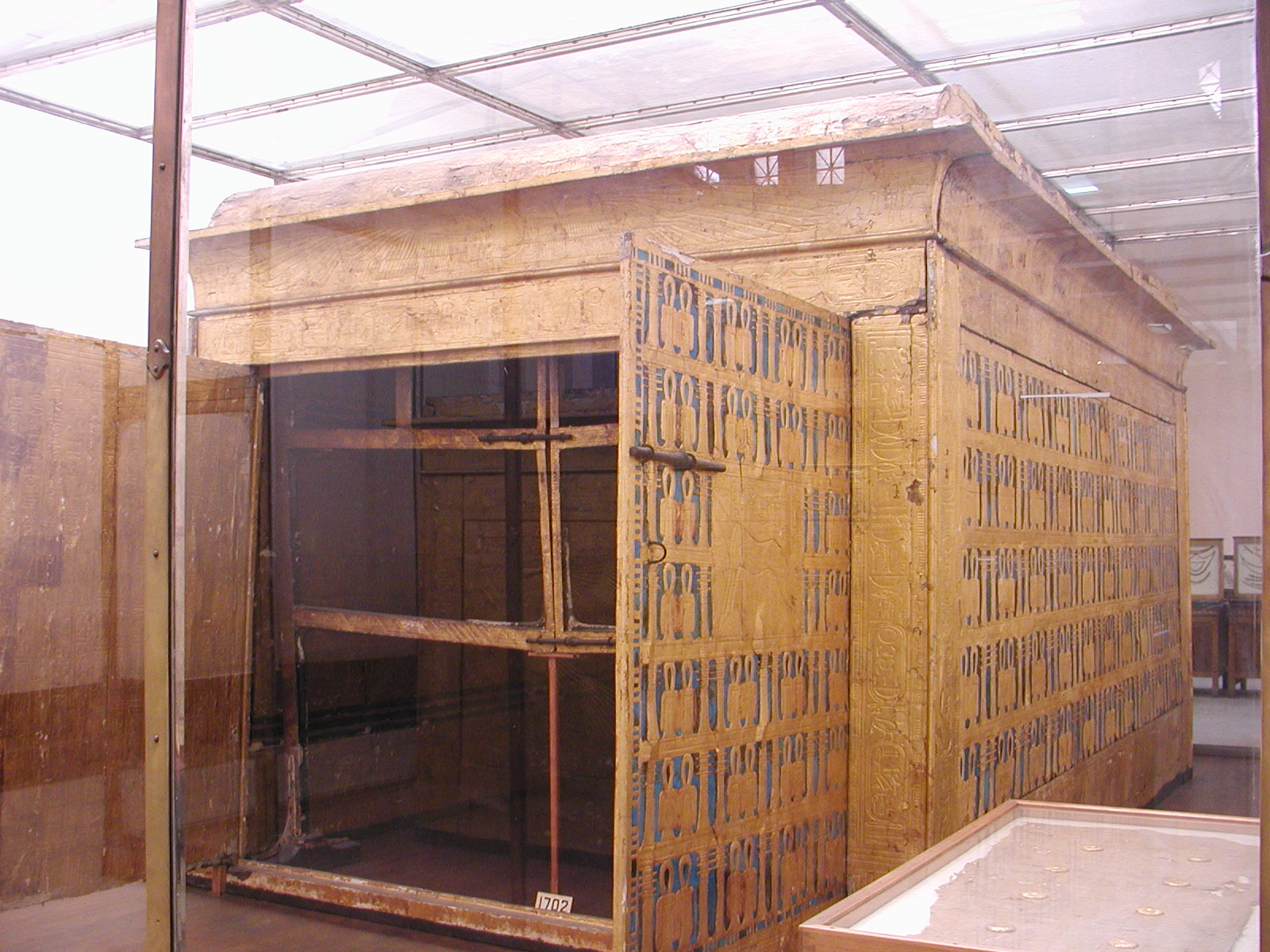
Ngôi đền vàng bên ngoài, hiện đang được trưng bày trong Bảo tàng Ai Cập

Nhóm của Theodore M. Davis đã phát hiện ra một địa điểm nhỏ chứa các hiện vật tang lễ với tên của Tutankhamun và một số phần ướp xác vào năm 1907, ngay trước khi ông phát hiện ra lăng mộ Horemheb. Davis đã nhầm lẫn rằng ngôi mộ này là của Tutankhamun và quyết định đào bớt. Các chi tiết của cả hai ngôi mộ được phát hiện được ghi lại trong ấn phẩm năm 1912 của ông The Tombs of Harmhabi and Touatânkhamanou; Cuốn sách khép lại với lời bình luận: "Tôi sợ rằng Thung lũng của các vị vua hiện đã cạn kiệt."
Lord Carnarvon thuê nhà Ai Cập học người Anh Howard Carter để khai quật địa điểm KV62, và Carter trở lại một túp lều cổ mà ông đã rời đi vài mùa trước đó. Đoàn khai quậy đã dọn sạch những túp lều và mảnh vụn đất đá bên dưới, Carter đã thực hiện những bước đào bới một phần cho đến khi nhóm tìm thấy phần đỉnh của một ô cửa bằng bùn. Các ô cửa được đóng dấu bằng các vỏ đạn không rõ ràng (con dấu hình bầu dục với chữ viết tượng hình). Carter ra lệnh cho đổ lấp đầy lại khu vực cầu thang và gửi một bức điện tín đến Carnarvon, người đến vào ngày 23 tháng 11 cùng với cô con gái 21 tuổi Lady Evelyn Herbert.
Các máy xúc dọn sạch lối cầu thang hoàn toàn, cho thấy những con dấu rõ ràng nằm thấp hơn ở dưới cánh cửa có ghi tên Tutankhamun. Tuy nhiên, sau khi kiểm tra thêm họ thấy rằng những vật thể chặn cửa đã bị phá thủng và được lấp đầy lại ít nhất hai lần. Dọn dẹp đống chặn cửa mở ra một lối đi dẫn đến một hành lang đi xuống nhưng hoàn toàn bị chặn đứng bởi những mảnh đá vôi, từ đó có một đường hầm của những tên cướp mộ đào và lấp đầy từ thời cổ đại. Ở cuối đường hầm là một cánh cửa bị bịt kín thứ hai đã bị phá vỡ và bị chặn lại từ thời cổ đại. Carter sau đó đã tạo ra một lỗ trên cửa và sử dụng một cây nến để kiểm tra khí bốc mùi trước khi nhìn vào bên trong. "Lúc đầu, tôi không thể nhìn thấy gì", ông viết, "không khí nóng thoát ra từ buồng khiến ngọn lửa nến bập bùng, nhưng sau đó, khi mắt tôi đã quen với ánh sáng, các chi tiết của căn phòng xuất hiện từ từ trong màn sương, những con vật kỳ lạ, những bức tượng và vàng - ở khắp mọi nơi ánh vàng lấp lánh." Trong lúc tạm dừng nghỉ, Carnarvon hỏi:"Ông có thấy gì không? " Carter trả lời: "Vâng, những điều tuyệt vời."

### Khai quật mộ

Cấu trúc của KV62

Nhóm của Carter đã mở mộ vào ngày 29 tháng 11, và họ đã đưa ra thông báo đầu tiên và họp báo vào ngày hôm sau. Họ đã gỡ ra vật phẩm đầu tiên khỏi ngôi mộ vào ngày 27 tháng 12. Vào ngày 16 tháng 2 năm 1923, nhóm nghiên cứu đã mở phòng chôn cất, và Lord Carnarvon qua đời vào ngày 5 tháng 4 năm 1924, nhóm nghiên cứu đã nâng nắp đá granit của chiếc quách. Vào tháng 4, Carter đã tranh cãi với Dịch vụ Cổ vật và rời khỏi cuộc khai quật để đến Hoa Kỳ.
Vào tháng 1 năm 1925, Carter đã bắt đầu lại các hoạt động trong ngôi mộ, và ông đã gỡ bỏ vỏ bọc của chiếc quách đầu tiên vào ngày 13 tháng 10; ông đã gỡ bỏ vỏ bọc của chiếc quách thứ hai vào ngày 23 tháng 10; nhóm nghiên cứu đã gỡ bỏ vỏ bọc của chiếc quách cuối cùng vào ngày 28 tháng 10 và phơi bày xác ướp; và họ bắt đầu kiểm tra phần còn lại của Tutankhamun vào ngày 11 tháng 11. Họ bắt đầu làm việc trong kho chứa bạc vào ngày 24 tháng 10 năm 1926, và họ đã dọn sạch và kiểm tra các phần phụ từ ngày 30 tháng 10 đến ngày 15 tháng 12 năm 1927. Họ đã gỡ những vật thể cuối cùng ra khỏi ngôi mộ vào tháng 11 và 10 năm 1930, tám năm sau khi phát hiện ra.